# Wojciechowice Duże
Wojciechowice Duże – wieś w Polsce położona w województwie łódzkim, w powiecie kutnowskim, w gminie Krzyżanów.
| SIMC    | Nazwa              | Rodzaj    |
| ------- | ------------------ | --------- |
| 0568485 | Wojciechowice Małe | część wsi |

W latach 1975–1998 miejscowość administracyjnie należała do województwa płockiego.